# The Cool Kids
The Cool Kids es una serie de televisión estadounidense que se estrenó el 28 de septiembre de 2018 en Fox. La serie fue anunciada para la temporada de series de 2018-2019.
En España, fue estrenada el 26 de diciembre de 2018, en Fox Life. En Latinoamérica estrenó el 21 de junio de 2019 en Fox Channel.

## Sinopsis
The Cool Kids sigue a «tres amigos en una comunidad de jubilados son los mejores hasta que el miembro más reciente de la comunidad, una mujer rebelde que está lista para desafiar su lugar - es la escuela secundaria con 70 cosas».

## Reparto y personajes

### Principales
- David Alan Grier como Hank[4]
- Martin Mull como Charlie[4]
- Leslie Jordan como Sid[4]
- Vicki Lawrence como Margaret[4]

### Recurrentes
- Jamie Farr como Dudley
- Artemis Pebdani como Allison
- Rod McCrary como Gorgeous George

### Invitados
- Charlie Day como Chet
- Megan Ferguson como Jennifer
- Ravi Patel como Doctor Chad
- Max Gail como Robert
- Travis Schuldt como Walt

## Episodios
| N.º | Título | Dirigido por        | Escrito por                  | Fecha de emisión original | Código de prod. | Audiencia (millones) |
| --- | --- | ------------------- | ---------------------------- | ------------------------- | --------------- | -------------------- |
| 1 | «Pilot» «Piloto»                                                                                               | Don Scardino        | Charlie Day & Paul Fruchbom  | 28 de septiembre de 2018  | 1LBA01          | 6.87                 |
| Tres amigos que viven en una comunidad de jubilados, Hank, Charlie y Sid, lloran la pérdida de su amigo Jerry, recientemente fallecido. Insatisfechos con la forma en que la comunidad está manejando su funeral, deciden darle a Jerry una despedida apropiada. Una nueva residente, Margaret, llega y comienza a sentarse en el asiento de Jerry, molestando a Hank, quien siente que Jerry no puede ser reemplazado. Ella decide ayudarlos a evitar que Jerry sea incinerado, pero los arrestan cuando el auto resulta ser robado. Al final, Margaret consigue una fiesta de despedida para Jerry, como él hubiera querido. Los amigos deciden dar la bienvenida a Margaret como su nuevo miembro. | |                     |                              |                           |                 |                      |
| 2 | «Margaret Turns 65» «Margaret cumple 65 años»                                                                  | Anthony Rich        | Sophia Lear                  | 5 de octubre de 2018      | 1LBA04          | 4.90                 |
| Margaret se siente malhumorada porque cumple 65 años y arremete contra los chicos. Para que todos se sientan jóvenes, Hank lleva a la pandilla a su viejo lugar de reunión, Ronnie's Swing Time Café. Pero cuando llegan, se dan cuenta de que el café ya no existe y que se ha convertido en un club nocturno llamado TwerkLab. Después de colarse en el club, Hank, Charlie y Margaret tienen interacciones que los hacen sentir insultados y viejos. Después de reflexionar, la pandilla está de acuerdo en que los Millennials apestan, y celebran el cumpleaños de Margaret tomando fotos - lo que se prolonga hasta el día siguiente con una resaca para todos. | |                     |                              |                           |                 |                      |
| 3 | «A Date with Destiny» «Cita con el destino» «Una cita con el destino»                                          | Robbie Countryman   | Allison Bosma & Jon DeWalt   | 12 de octubre de 2018     | 1LBA03          | 4.77                 |
| Margaret y Sid animan a Hank y Charlie a inscribirse en las citas en línea. Pero mientras Hank es un éxito, Charlie está triste porque nadie responde a su perfil. Para que se sienta mejor, Margaret crea una cuenta falsa llamada "Nadine" y Sid crea otra llamada "Destiny" a sus espaldas, Charlie y Hank (que mintieron sobre tener muchas respuestas) como los mensajes sexualmente explícitos que envía Destiny, y surgen problemas cuando Charlie y Hank empiezan a pelear por Destiny. Descubriendo que Sid es realmente Destiny, Charlie y Hank fingen tener una pelea para enseñarles una lección. | |                     |                              |                           |                 |                      |
| 4 | «Sid Comes Out» «Sid sale del armario» «Sid sale del clóset»                                                   | Eric Dean Seaton    | Charles Kelly                | 19 de octubre de 2018     | 1LBA05          | 4.64                 |
| El hijo de Sid, Walt, lo sorprende con una visita, y Margaret se sorprende y se divierte al descubrir que Walt piensa que su padre es heterosexual. Pero la broma es para ella cuando Walt cree que es la novia de Sid. Después de una desastrosa cita para almorzar con Walt -que el nuevo novio de Margaret, Robert, interrumpe- Sid finalmente sale con un Walt estupefacto, que está feliz por su padre. Mientras tanto, Hank necesita hacer una prueba ocular para renovar su licencia de carrito de golf, y recluta a Charlie para que le ayude a hacer trampas. Sin embargo, la forma en que Charlie ayuda es dolorosa, y son capturados por el médico. Aunque el doctor acepta el soborno de Hank de $200 para que lo pase, Hank termina perdiendo su licencia después de conducir el carrito de golf hasta el comedor. | |                     |                              |                           |                 |                      |
| 5 | «The Cool Kids Rig an Election» «The Cool Kids amañan unas elecciones» «The Cool Kids arreglan una elecciones» | Phill Lewis         | Patrick Walsh                | 2 de noviembre de 2018    | 1LBA02          | 4.27                 |
| Cansada de la coordinadora de actividades de la casa, Gorgeous George, que ha dejado que el título se le suba a la cabeza, Margaret convence a los niños para que se presenten como oponentes en las próximas elecciones en la casa. Hank declara que el candidato es Charlie, pero Margaret obliga a Sid a competir contra George y Charlie. Después de que Charlie y Sid comieran una lasaña que significaba para George que Hank estaba lleno de hongos, y Margaret lo encerró en la sala de ejercicios para evitar que se presentara a las elecciones, Hank y Margaret se presentaron uno contra el otro. Un George que se ha escapado resulta herido cuando Sid (que aún está drogado por los hongos) lo ataca en la elección, y termina presentando una orden de restricción contra los cuatro; la elección se cancela, y el puesto se le da a un empleado que le vendió los hongos a Hank. | |                     |                              |                           |                 |                      |
| 6 | «TV Heist» «El golpe de la televisión» «Atraco televisivo»                                                     | Katy Garretson      | Michael Lisbe & Nate Reger   | 9 de noviembre de 2018    | 1LBA06          | 4.52                 |
| Hank descubre que su exesposa se está volviendo a casar con el hombre por el que lo dejó, y se siente devastado cuando pierde un concurso para un televisor de 65 pulgadas con Gorgeous George, quien compró una bolsa llena de boletos para la rifa. Una empática Margaret (que ha estado en la misma posición con respecto a su ex-cónyuge) convence a Charlie y a Sid para que hagan lo que quiera Hank, y Hank decide robar la televisión de la oficina de Allison. Pero el plan -que Hank llama "Hank's Eleven"- sale mal: Sid se queda atrapado en la sauna con Allison, que está deprimida, su hermana se va a casar; Hank se molesta porque la pandilla solo lo hace por lástima de él, aunque dice que no le importa que su ex siga adelante; y Charlie, que compró un tanque de gas hilarante para la fuga (para disgusto de Margaret y Hank), abre accidentalmente el tanque, lo que hace que Hank arruine la televisión. Hank se da cuenta de que todavía está molesto por la aventura de su exmujer, y decide seguir adelante también. | |                     |                              |                           |                 |                      |
| 7 | «Thanksgiving at Murray's» «Acción de gracias en casa de Murray»                                               | Fred Savage         | Paul Fruchbom                | 16 de noviembre de 2018   | 1LBA07          | 4.38                 |
| Cuando Margaret consigue una invitación a una exclusiva comida de Acción de Gracias, elige a Sid como su acompañante, dejando a Hank y Charlie en busca de un plan alternativo. | |                     |                              |                           |                 |                      |
| 8 | «Hank the Cradle Robber» «Hank el asalta-cunas»                                                                | Phill Lewis         | Luvh Rakhe                   | 7 de diciembre de 2018    | 1LBA08          | 4.35                 |
| Cuando Hank comienza a salir con una mujer mucho más joven, la pandilla sospecha que puede ser una caza fortunas que quiere aprovecharse de él. Pero después de investigar sobre ella, temen que esa relación pueda ser algo mucho peor: una trampa con embarazo. | |                     |                              |                           |                 |                      |
| 9 | «Margaret Dates the Zodiac Killer» «Margaret sale con el asesino del Zodiaco»                                  | Jonathan Judge      | Conor Galvin                 | 14 de diciembre de 2018   | 1LBA09          | 4.16                 |
| Margaret comienza a salir con Karl, un residente de "Prados Sombríos" que puede, o no, ser el asesino del zodiaco. Mientras, los muchachos están buscando un tipo diferente de criminal: un "no usador" de la cisterna en serie. | |                     |                              |                           |                 |                      |
| 10 | «Funeral Crashers» «Colándose en un funeral»                                                                   | Fred Savage         | Allison Bosma & Jon DeWalt   | 4 de enero de 2019        | 1LBA13          | 4.28                 |
| Cuando Hank descubre que su exesposa estará en el funeral de una amiga en común, Margaret se ofrece como voluntaria para ser su "gran amiga" y mentir sobre su éxito para impresionarla. Charlie y Sid aman un buen funeral, así que se acaban colando a pesar de las órdenes de Hanks. | |                     |                              |                           |                 |                      |
| 11 | «Charlie's Angel» «El ángel de Charlie»                                                                        | Katy Garretson      | Maxwell Theodore Vivian      | 11 de enero de 2019       | 1LBA11          | 4.78                 |
| Hank se inscribe para presentar un programa de televisión sobre Prados sombríos, pero es reemplazado rápidamente por una estrella en auge, Sid, encargado de contar los chismes de la residencia. Mientras, Margaret ayuda a Charlie a conquistar a una viuda en su grupo de apoyo. | |                     |                              |                           |                 |                      |
| 12 | «Margaret Jr.» «Margaret Junior»                                                                               | Fred Savage         | Sophia Lear                  | 1 de febrero de 2019      | 1LBA12          | 4.65                 |
| La hija de Margaret, MJ, aparece en Prados Sombríos sin trabajo, sin hogar y buscando ayuda. Mientras, Sid intenta encontrar su wok en el «paraíso de los trastos» de Charlie. | |                     |                              |                           |                 |                      |
| 13 | «Sid's First Relationship» «La primera relación de Sid»                                                        | Jonathan Judge      | Luvh Rakhe                   | 22 de febrero de 2019     | 1LBA14          | 3.80                 |
| La pandilla se reúne alrededor de Sid para ayudarle con sus problemas de compromiso con su nuevo novio John. Mientras, Margaret intenta vencer su miedo a volar ofreciéndose como voluntaria en el aeropuerto. | |                     |                              |                           |                 |                      |
| 14 | «The Cool Kids Plus One» «The Cool Kids más uno»                                                               | Phill Lewis         | Michael Lisbe & Nate Reger   | 1 de marzo de 2019        | 1LBA15          | 4.08                 |
| Margaret desatiende a los chicos cuando su mejor amiga, Joanie, viene de visita. Cuando Joanie decide mudarse a Prados Sombríos, los chicos idean un plan para convencerla de que no lo haga, pero Hank se distrae. | |                     |                              |                           |                 |                      |
| 15 | «Mentors» «Mentores»                                                                                           | Fred Savage         | Heather Flanders             | 8 de marzo de 2019        | 1LBA16          | 3.85                 |
| Hank y Margaret son los mentores de un estudiante de instituto y le ayudan a decidir si ir o no al baile de graduación, lo que obliga a Hank a enfrentar un evento traumático que le sucedió en el instituto. Mientras, el novio de Sid le invita a recorrer el país del vino en bicicleta, pero Sid no sabe montar en bici. | |                     |                              |                           |                 |                      |
| 16 | «The Cool Kids Un-Retire» «The Cool Kids se des-jubilan»                                                       | Kimberly McCullough | Heather Flanders             | 15 de marzo de 2019       | 1LBA10          | 3.91                 |
| Mientras Sid cuida el apartamento de lujo de un residente, el grupo saborea la buena vida y las increíbles galletas de Charlie. Pero cuando Margaret decide convertir el talento para las galletas de Charlie en un negocio, todos se acaban descontrolando. | |                     |                              |                           |                 |                      |
| 17 | «Margaret Ups Her Game» «Margaret sube de nivel»                                                               | Jonathan Judge      | Paul Fruchbom                | 22 de marzo de 2019       | 1LBA17          | 3.93                 |
| Margaret intenta salir con el chico más guapo de Prados Sombríos, pero no consigue librarse de Leonard. Mientras tanto, Hank intenta vender su novela erótica de vampiros, con la ayuda del primo de Sid. | |                     |                              |                           |                 |                      |
| 18 | «Sid's Ex-Wife» «La exmujer de Sid»                                                                            | Phill Lewis         | Justin Sayre                 | 29 de marzo de 2019       | 1LBA19          | 3.30                 |
| Cuando la exmujer de Sid, Bonnie, va de visita a la residencia, el nuevo novio de Sid, John, se siente incómodo con su estrecha relación. Mientras, Margaret, Charlie y Hank se preparan para pasar el mejor momento de sus vidas en un concierto de Fleetwood Mac. | |                     |                              |                           |                 |                      |
| 19 | «Kip Samgood's Biggest Fan» «El mayor fan de Kip Samgood»                                                      | Jody Margolin Hahn  | Jake Lasker & Morgan Lehmann | 5 de abril de 2019        | 1LBA20          | 3.46                 |
| Margaret ayuda a Sid a conocer por fin a su ídolo adolescente, Kip Samgood. Mientras, Charlie deja de lado a Hank para salir con su novia, Kathleen, por lo que Hank hace todo lo posible para llamar la atención de Charlie. | |                     |                              |                           |                 |                      |
| 20 | «Indecent Proposal» «Una proposición indecente»                                                                | Anthony Rich        | Patrick Walsh                | 19 de abril de 2019       | 1LBA22          | 3.56                 |
| En un intento por salir con un chico fuera de su alcance, Margaret pretende ser alguien que no es. Cuando Hank no recibe noticias de su médico sobre un lunar sospechoso, está convencido de que sus días están contados, por lo que Charlie le ayuda a obtener los resultados de sus exámenes cuanto antes. Mientras, Sid evita a John, que tiene una pregunta muy importante que hacerle | |                     |                              |                           |                 |                      |
| 21 | «Vegas Baby!» «Las Vegas, allá voy!»                                                                           | Rebecca Baughman    | Alyson Fouse                 | 3 de mayo de 2019         | 1LBA21          | 3.15                 |
| Hank está emocionado por darle a su hijo el regalo de boda perfecto en Las Vegas, hasta que descubre que el novio de Lorraine, Reggie, lo está pagando todo. Mientras, la suerte de Margaret y Sid en la mesa de blackjack acaba con un gran giro, Charlie espera que sus viejas conexiones en Las Vegas vayan hasta él. | |                     |                              |                           |                 |                      |
| 22 | «The Friend-aversary» «El amigo-versario»                                                                      | Betsy Thomas        | Conor Galvin                 | 10 de mayo de 2019        | 1LBA18          | 3.46                 |
| Hank, Charlie y Sid preparan su fiesta de aniversario de amigos, y no incluyen a Margaret. Al darse cuenta de la tensión entre Hank y Sid, Margaret anima a Sid a hablar por sí mismo. Mientras, Sid tiene la mirada puesta en el patio donde celebrarán su fiesta e intenta convencer a las mujeres de los gatos para que lo dejen libre. | |                     |                              |                           |                 |                      |

### Nota
1. ↑  Los títulos en medio corresponde a los títulos que se utilizan en España y los de abajo son los que se utilizan en Hispanoamérica.

## Producción

### Desarrollo
El 5 de septiembre de 2017, se anunció que Fox había dado a la producción a un piloto. El piloto fue escrito por Charlie Day y Paul Fruchbom con Kevin Abbott para servir como showrunner si el piloto fue ordenado a la serie. Los productores ejecutivos incluirán a Day, Abbott, Rob McElhenney, Glenn Howerton, y Nick Frenkel con Fruchbom como coproductor ejecutivo. Las compañías de producción involucradas con el piloto incluyen 20th Century Fox Television y FX Productions. El 16 de noviembre de 2017 se anunció que Don Scardino dirigiría el piloto.
El 9 de mayo de 2018, se anunció que Fox había encargado la producción en serie. Pocos días después, se anunció que la serie se estrenaría en el otoño de 2018 y se emitiría los viernes a las 20:30 horas. El 12 de junio de 2018, se informó que Patrick Walsh estaba reemplazando a Abbott en el papel de showrunner y también se unía a la serie como productor ejecutivo. El 28 de junio de 2018, se anunció que la serie se estrenaría el 28 de septiembre de 2018.

### Casting
Junto con el anuncio del director del piloto, se confirmó que Vicki Lawrence, David Alan Grier, Leslie Jordan, y Martin Mull habían sido elegidos en los papeles principales del piloto.

## Lanzamiento

### Marketing
El 14 de mayo de 2018, Fox lanzó el primer tráiler de la serie.

### Estreno
El 13 de septiembre de 2018, la serie participará en el 12º PaleyFest Fall Television Previews que incluirá una proyección previa de la serie y una conversación con miembros del elenco, incluyendo a David Alan Grier, Martin Mull, Vicki Lawrence y Leslie Jordan.

## Recepción

### Crítica
La serie ha sido recibida con una respuesta mixta y positiva por parte de la crítica en su estreno. En Rotten Tomatoes, la serie tiene un índice de aprobación del 69%, basado en 16 reseñas, con una calificación promedio de 6.10/10. El consenso crítico del sitio dice, «Aunque los chistes y clichés cursi son viejos, un enfoque demasiado poco común en los personajes más viejos hace que sea más fácil perdonar la falta de arrugas frescas de The Cool Kids». Metacritic, tiene puntaje promedio ponderado de 42 sobre 100, basada en 9 reseñas, lo que indica «criticas mixtas o medias».

### Audiencias
| N.º | Título                             | Fecha de emisión         | ÍA/CP (18–49) | Audiencia (millones) | DVR (18–49) | Audiencia DVR (millones) | Total (18–49) | Audiencia total (millones) |
| --- | ---------------------------------- | ------------------------ | ------------- | -------------------- | ----------- | ------------------------ | ------------- | -------------------------- |
| 1   | «Pilot»                            | 28 de septiembre de 2018 | 1.5/8         | 6.87                 | 0.5         | 2.11                     | 2.0           | 8.98                       |
| 2   | «Margaret Turns 65»                | 5 de octubre de 2018     | 1.1/5         | 4.90                 | 0.4         | 1.78                     | 1.5           | 6.68                       |
| 3   | «A Date with Destiny»              | 12 de octubre de 2018    | 1.0/5         | 4.77                 | 0.4         | 1.73                     | 1.4           | 6.50                       |
| 4   | «Sid Comes Out»                    | 19 de octubre de 2018    | 0.9/4         | 4.64                 | 0.5         | 1.61                     | 1.4           | 6.25                       |
| 5   | «The Cool Kids Rig an Election»    | 2 de noviembre de 2018   | 0.9/4         | 4.27                 | 0.3         | 1.40                     | 1.2           | 5.67                       |
| 6   | «TV Heist»                         | 9 de noviembre de 2018   | 1.0/5         | 4.52                 | 0.3         | 1.56                     | 1.3           | 6.04                       |
| 7   | «Thanksgiving at Murray's»         | 16 de noviembre de 2018  | 0.9/4         | 4.38                 | 0.4         | 1.45                     | 1.3           | 5.83                       |
| 8   | «Hank the Cradle Robber»           | 7 de diciembre de 2018   | 0.9/4         | 4.35                 | —           | 1.52                     | —             | 5.87                       |
| 9   | «Margaret Dates the Zodiac Killer» | 14 de diciembre de 2018  | 0.8/4         | 4.16                 | 0.4         | 1.53                     | 1.2           | 5.69                       |
| 10  | «Funeral Crashers»                 | 4 de enero de 2019       | 0.8/4         | 4.28                 | 0.4         | 1.56                     | 1.1           | 5.84                       |
| 11  | «Charlie's Angel»                  | 11 de enero de 2019      | 1.0/5         | 4.78                 | —           | 1.51                     | —             | 6.25                       |
| 12  | «Margaret Jr.»                     | 1 de febrero de 2019     | —             | —                    | —           | —                        | —             | —                          |